# Kawanishi, Nara
Kawanishi (japanska: 川西町?, Kawanishi-chō) är en landskommun (köping) i Nara prefektur i Japan.  